# Jan Jaśkowski
Jan Nepomucen Jaśkowski herbu Jasieńczyk (ur. w 1807 w Wąchocku zm. 10 maja 1882 w Chociwiu) – pisarz, poeta, autor tekstów do niektórych pieśni Moniuszki.
Uczył się w szkołach radomskich, potem na Uniwersytecie Warszawskim. Pracował później jako nauczyciel, publikując poezje w czasopismach poznańskich, lwowskich oraz w Bibliotece Warszawskiej. W latach 1843–1850 mieszkał w Besiekierach w powiecie łęczyckim. Zasilał najczęściej Tygodnik Lwowski, Przyjaciela Ludu, umieszczał też wiele w zbiorze wychodzącym około roku 1856 pod napisem: Klejnoty poezyi polskiéj. Celniejsze utwory Jaśkowskiego jak: Arfa strzaskana, Ballada jakich wiele i Powitanie drukowane były także w wypisach poezji wydawanych dla młodzieży. Podpisywał się zwykle pierwszymi literami imienia i nazwiska. W rękopisie pozostawić miał całkowity przekład Piekła Dantego. Był oficerem powstania listopadowego. Pod koniec życia, zostawszy właścicielem ziemskim, porzucił pióro i zajął się gospodarstwem rolnym. W testamencie pozostawił zapis na stypendia dla ubogich uczniów przy szkołach w Radomiu. Został pochowany na cmentarzu w Krzemienicy.

## Literatura
- Polski Słownik Biograficzny 10111: t. 11 s. 95 JAŚKOWSKI Jan Nepomucen (1807-1882) poeta